# Solynta
Solynta is een Nederlands biotechnologie bedrijf dat gespecialiseerd is in hybrid aardappelveredeling. Het hoofdkantoor staat in Wageningen.

## Overzicht
Solynta is opgericht door Hein Kruyt, Pim Lindhout, Theo Schotte en Johan Trouw in 2006. Solynta richt zich op het ontwikkelen van hybride aardappelen door middel van hybride veredeling.

## Technologie
Hybride veredeling stelt een veredelaar in staat om gunstige eigenschappen van de ene ouderlijn A efficiënt te combineren met andere gewenste eigenschappen van ouderlijn B in zijn F1-nakomelingen. Deze veredeling vereist aardappelplanten die zelfcompatibel en diploide zijn, die veredelaars kunnen gebruiken om de ouderlijnen te genereren. Om aan deze eis te voldoen, kruiste Solynta in 2008 een diploïde aardappel met Solanum chacoense om met hybride veredeling te beginnen. Hiermee was Solynta het eerste bedrijf dat is staat was om hybride aardappelen te ontwikkelen.
De eerste stap in het proces is het ontwikkelen van homozygote ouderlijnen. Hoewel de aardappel erg heterozygoot is, is het mogelijk om homozygote aardappellijnen te genereren.
De zelf compatibele diploïde aardappel werd door Hosaka en Hanneman gevonden in de door Solynta gebruikte Solanum chacoense. De eerste resultaten van de veredelingsactiviteiten werden in 2011 gepubliceerd door Lindhout et al., en een paar jaar later erkende de Amerikaanse wetenschappelijke gemeenschap het potentieel van hybride veredeling in aardappelen. Verdere aspecten van het veredelingsproces, inclusief de oorspronkelijke donoren, zijn beschreven door Lindhout et al., 2018. De mechanismen van zelfcompatibiliteit in aardappelen zijn onlangs gelijktijdig ontrafeld door Eggers et al. en Ma et al., die het Sli-gen identificeren.
Meijer et al. (2018) en Prinzenberg et al. (2018) toonden aan dat veredelaars door het gebruik van Solynta-aardappelveredelingsmateriaal snel en gericht vooruitgang konden boeken bij het veredelen op specifieke eigenschappen. In 2017 demonstreerde Solynta dat het een double-stack phytophthora-resistentie in zijn hybride materiaal kon introduceren in een publiekelijk gedemonstreerd programma, HiSPoB. Met deze demonstratie werd het principe van merker gestuurde veredeling, bekend en toegepast in andere grote gewassen, voor het eerst aangetoond in aardappelen. Solynta's aardappelveredelingstechnieken bevat F1 hybride aardappelveredeling.

## Onderzoek samenwerkingen
Solynta heeft deelgenomen aan verschillende wetenschappelijke samenwerkingen en netwerken.
Het Sli-gen is onlangs in 2021 gekloond door Wageningen University en Solynta, waardoor sneller en gerichter kan worden gekweekt. Het richt zich voornamelijk op Hybrid True Potato Seeds (HTPS) die niet genetisch gemodificeerd zijn.
Solynta heeft gewerkt aan de ontwikkeling van een Phytophthora-resistent aardappelras door middel van traditionele hybride veredeling. Wetenschappers van het bedrijf hebben ook gewerkt aan gepubliceerde genoomsequenties van aardappelen.

## Vervolgonderzoek
Het geval van hybride aardappelveredeling heeft geleid tot verschillende onderzoeken op initiatief van het Rathenau Instituut.
Er zijn veredelingsproeven met aardappelhybriden uitgevoerd in DR Congo (in de provincie Ituri), Rwanda, en Mozambique (in het district Angónia, in de provincie Tete). Een vroege hybride aardappelteeltproef met diploïde hybriden in Oost-Afrika toonde een veelbelovende opbrengst en ziekteresistentie.